# Charles Pepys, 1.º Conde de Cottenham
Charles Christopher Pepys, 1.º Conde de Cottenham PC, KC (29 de abril de 1781 - 29 de abril de 1851) foi um jurista, juiz e político britânico, por duas vezes foi Lord Chancellor. 

## Biografia
Pepys nasceu em Londres, como segundo filho de Sir William Pepys, 1.º Baronete que descendia de John Pepys, de Cottenham, Cambridgeshire, um tio-avô de Samuel Pepys o diarista. Educado na Harrow School e na Trinity College, em Cambridge.
Praticante da chancelaria, o progresso de Cottenham era lento, e não foi até 22 anos após a sua chamada que foi feito a um Conselheiro do Rei. Ele conseguiu assento no Parlamento, sucessivamente, por Higham Ferrers e Malton, sendo nomeado Procurador Geral em 1834, e no mesmo ano tornou-se "Master of Rolls". Sobre a formação do segundo gabinete de Lord Melbourne em abril de 1835, o grande selo foi por um tempo em comissão, mas eventualmente Cottenham, que tinha sido um dos comissários, foi nomeado Lord Chancellor (janeiro de 1836) e era, ao mesmo tempo, elevado à nobreza como "Barão Cottenham", de Cottenham no condado de Cambridge. Ele permaneceu na presidência até a derrota do ministério em 1841. Em 1846 ele tornou-se novamente em Lord Chancellor de Lord John Russell. Sua saúde, entretanto, vinha gradualmente se deteriorando, e ele renunciou em 1850. Pouco antes de sua aposentadoria, ele foi criado "Visconde Crowhurst", de Crowhurst no condado de Surrey, e "Conde de Cottenham", de Cottenham no condado de Cambridge. Ele viveu em Prospect, Wimbledon entre 1831-1851. Ele sucedeu seu irmão mais velho como terceiro Baronete em 1845. 